# Daniela Trixl

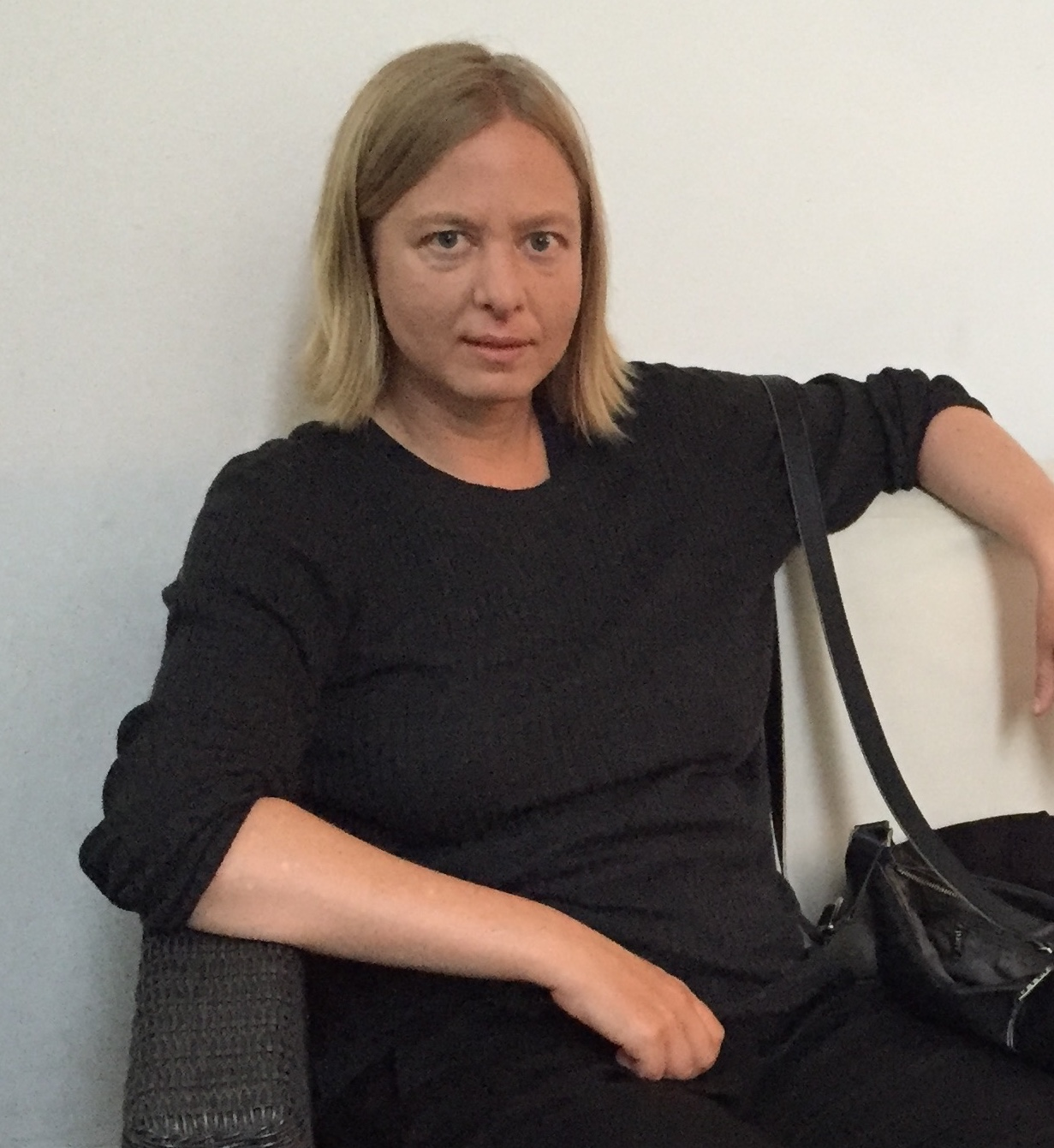
Daniela Trixl, 2022

Daniela Trixl (* 1974 in München) ist eine deutsche Künstlerin. Sie lebt und arbeitet in Berlin.

## Leben
Daniela Trixl studierte von 1994 bis 2001 Malerei an der Akademie der Bildenden Künste München, ab 1999 bei Günther Förg. Im Jahr 2002 erhielt sie den Villa-Romana-Preis und lebte als Villa-Romana-Stipendiatin ein Jahr in Florenz.

## Einzelausstellungen
- 2003 – Kunstraum Chelsea Two, Köln
- 2004 – Salone melone, Frankfurt a. M.
- 2005 – Neue Bilder, Galerie Fahnemann, Berlin
- 2005 – Raum 1, Open Space, Art Cologne, Köln
- 2006 – Neue Weiße, Ballhaus Ost, Berlin
- 2008 – Sound of light, Galerie Fahnemann, Berlin
- 2009 – Café futur, Babette, Berlin
- 2012 – Vier gewinnt, Galerie Fahnemann, Berlin
- 2014 – Studioshow, Ausstellung mit Katalogpräsentation, PA 26, Berlin
- 2017 – Common Space, Projektraum PA 26, Berlin
- 2019 – Painted Portraits, Projektraum PA 26, Berlin
- 2022 – People in the sun, Projektraum PA 26, Berlin
- 2024 – Neon City PA26, Berlin

## Gruppenausstellungen (Auswahl)
- 2001 – Insert, Galerie Fahnemann, Berlin
- 2002 – Salone Villa Romana
- 2003 – Illegale Arbeiten auf Papier, PR 17, Berlin
- 2005 – siebenpluseins, Schloss Mochental
- 2006 – Hotel Kristall, Galerie Aurel Scheibler, Köln
- 2007 – Trip to Denmark, Galerie Mikael Andersen, Kopenhagen
- 2009 – Alle Vöglein sind schon da, Callicoon Fine Arts, Callicoon/New York
- 2010 – Amphisbaena, forgotten bar, Berlin
- 2010 – 10 Jahre Klasse Förg, White Box, München
- 2010 – Kunst für Haiti, Lindwurmstr.76, München
- 2011 – Neue Abstraktion, Galerie Fahnemann, Berlin
- 2011 – Dorothea, Ancient and Modern, London
- 2011 – Impressionismus außerhalb Frankreichs, Prenzlauer Promenade 152
- 2011 – Berlin Klondyke 2011, Dawson, Canada
- 2011 – Psychologie und Abstraktion, L’oiseau présente, Berlin
- 2012 – Berlin-Klondyke, Kunsthalle Pfaffenhofen
- 2012 – Choses vues à Droite et à Gauche, L’oiseau présente, Berlin
- 2012 – Artists merchandising art, WK, Berlin
- 2012 – Baustoff, kp-projects, München
- 2012 – BaustoF12, kp-projects, München
- 2013 – Berlin-Klondyke, Werkschau, Spinnerei Leipzig
- 2013 – Schwarz&, kp-projects, Galerie Lea, München
- 2013 – Berlin-Klondyke, Hipp-Kunsthalle, Gmunden
- 2013 – Painting forever! Keilrahmen, Kunstwerke, Berlin
- 2014 – About Edith, Editionen zur Berlin Art Week
- 2014 – Leipziger Edition, Wiensowski & Habord, Berlin
- 2014 – Empty Rooms, kp-projects, München
- 2015 – Consistency, Drawing storage, L40, Berlin
- 2015 – Be abstract, L'oiseau présente, Berlin
- 2015 – 1. Berliner Edition, Salon Dahlmann, Berlin
- 2015 – Disegni scelti dall'archivio, Goethe Zentrum Bologna
- 2015 – Be abstract, Kunstverein Schwäbisch Hall
- 2016 – S, M, L, Bar Babette, Berlin
- 2017 – Berlin-Klondyke, Maribor Art Gallery, Maribor
- 2017 – Berlin-Klondyke, SOEHT7, Berlin
- 2018 – alles im flow, l’oiseau présente, Bar Babette Berlin
- 2018 – Künstler der Galerie, Galerie Fahnemann, Berlin
- 2019 – Post Heroic City Walk, PA26 projectspace, Berlin
- 2021 – Diskothek Konkret, Atelier Uwe Siemens, Bochum
- 2023 – Sugar & Spice, Projektraum Scotty Berlin
- 2025 – Chez Axel, Galerie Axel Obiger, Berlin

## Bibliografie
- Villa Romana Florenz 2002, Katalog anlässlich der Ausstellung der Preisträger 2002, Susanne Prinz, Herausgeber Villa Romana Florenz, 2003
- Hotel Kristall, Katalog zur Ausstellung, Heike van den Valentyn, Verlag der Buchhandlung Walther König, Köln 2006, ISBN 3-86560-048-4
- Daniela Trixl, Sound of light, Katalog zur Ausstellung, Susanne Prinz, Galerie Fahnemann, Berlin 2008
- Daniela Trixl, Vier gewinnt, mit einem Text von Gunnar Lützow, Herausgeber Daniela Trixl und Galerie Fahnemann, Berlin 2014
- Daniela Trixl, Master of Reduction, mit einem Text von Dr. Katrin Dillkofer, Kerber Verlag, 2020, ISBN 978-3-7356-0728-7